# Natschbach
Natschbach (tyska) eller Nivní potok (tjeckiska) är ett vattendrag i västra Tjeckien och sydöstra Tyskland.